# Мундир

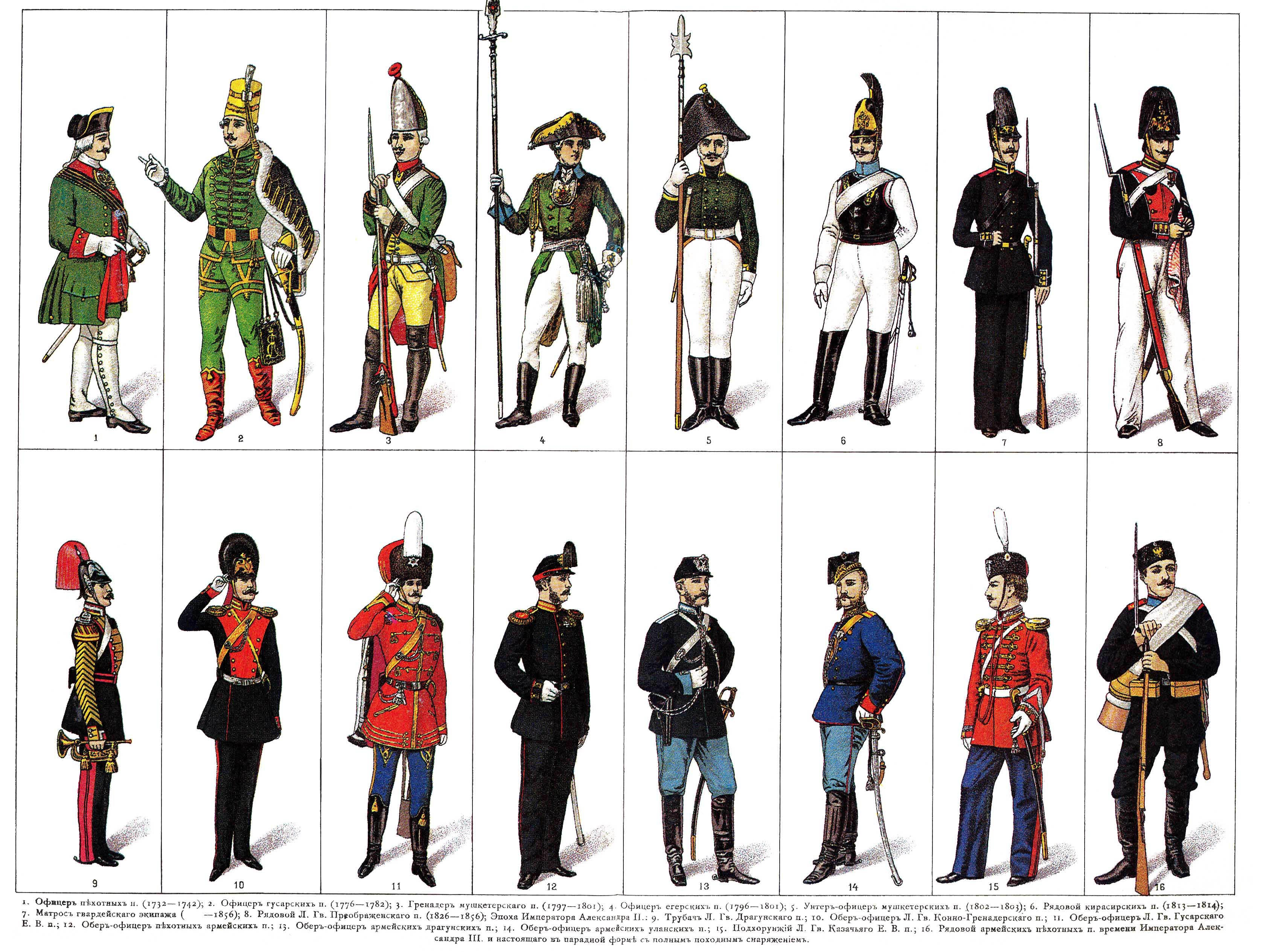
ФОРМЫ ОБМУНДИРОВАНИЯ РУССКИХ ВОЙСК. IV. 1. Офицер пехотных п. (1732—1742). 2. Офицер гусарских п. (1776—1782). 3. Гренадер мушкетёрского п. (1797—1801). 4. Офицер егерских п. (1796—1801). 5. Унтер-офицер мушкетёрских п. (1802—1803). 6. Рядовой кирасирских п. (1813—1814). 7. Матрос гвардейского экипажа (1856). 8. Рядовой Л.-гв. Преображенского п. (1826—1856). — Эпоха императора Александра II: 9. Трубач л.-гв. драгунского п. 10. Обер-офицер л.-гв. конно-гренадерского п. 11. Обер-офицер л.-гв. гусарского Её Величества п. 12. Обер-офицер пехотных армейских п. 13. Обер-офицер армейских драгунских п. 14. Обер-офицер армейских уланских п. 15. Подхорунжий л.-гв. казачьего Е. В. п. 16. Рядовой армейских пехотных п. времени императора Александра III и настоящего в парадной форме с полным походным снаряжением.

Мундир (нем. Montur от фр. monture — поставки) — военная или гражданская форменная парадная верхняя одежда с золотым или серебряным шитьём.

## История
Чувство патриотизма, как и понятие о чести мундира, знамени, герба и других государственных атрибутов, в течение сотен лет служило моральным стержнем мировоззрения и поведения солдат и офицеров всех армий и флотов, а позже и авиаций государств мира.
Военные мундиры возникли в середине XVII века, и главными требованиями, которым они должны были удовлетворять, являлись: функциональное удобство, единообразие по родам войск и сил видов Вооружённых сил, ясное отличие от мундиров других государств и стран. Мундир служил напоминанием о боевой доблести, чести и высоком чувстве воинского товарищества. Считалось, что военная форма — нарядная и привлекательная мужская одежда. Прежде всего, это касалось парадного мундира, который надевался в торжественных случаях и именно для этого предназначался.

## История мундира в филателии

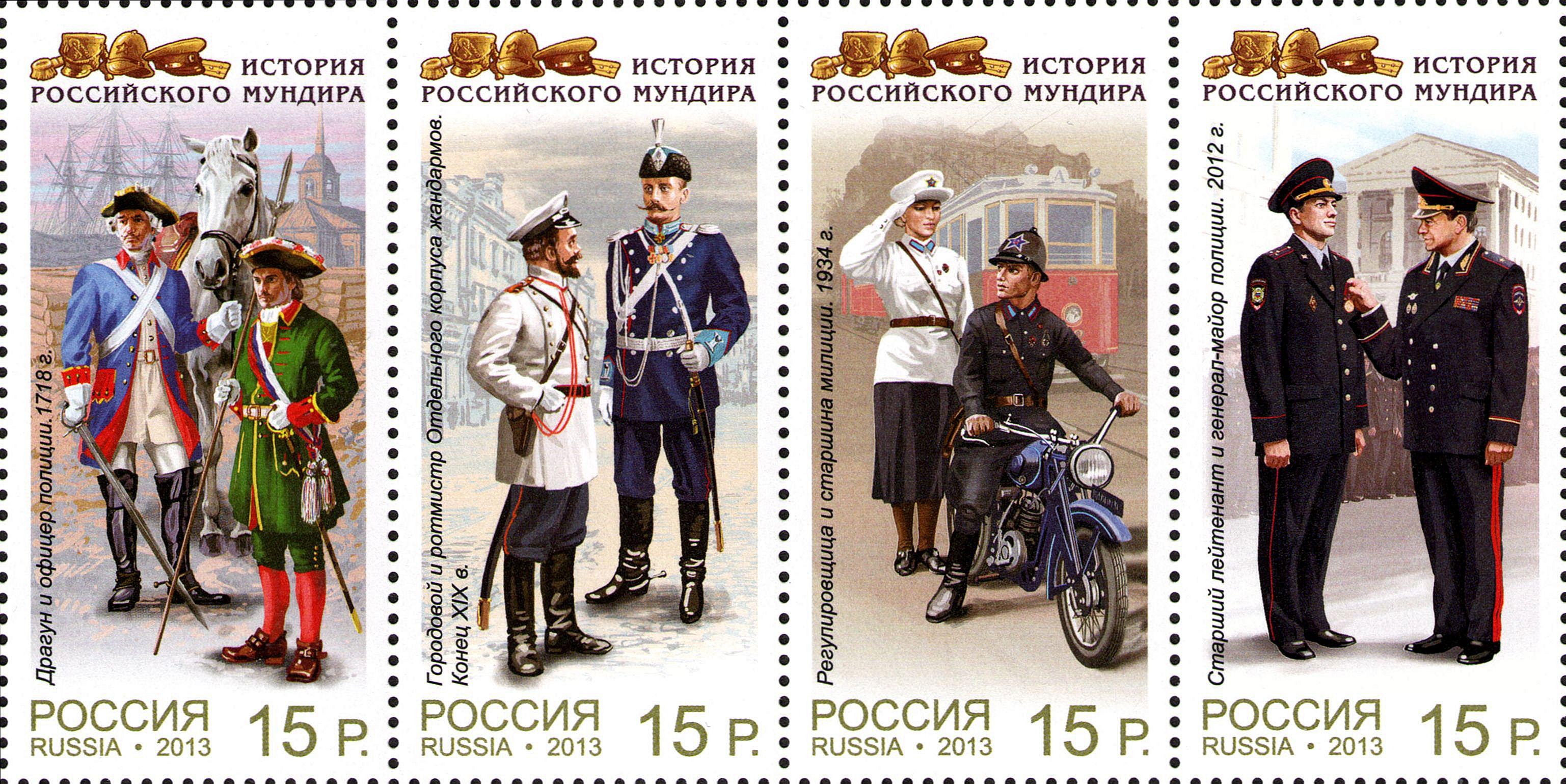
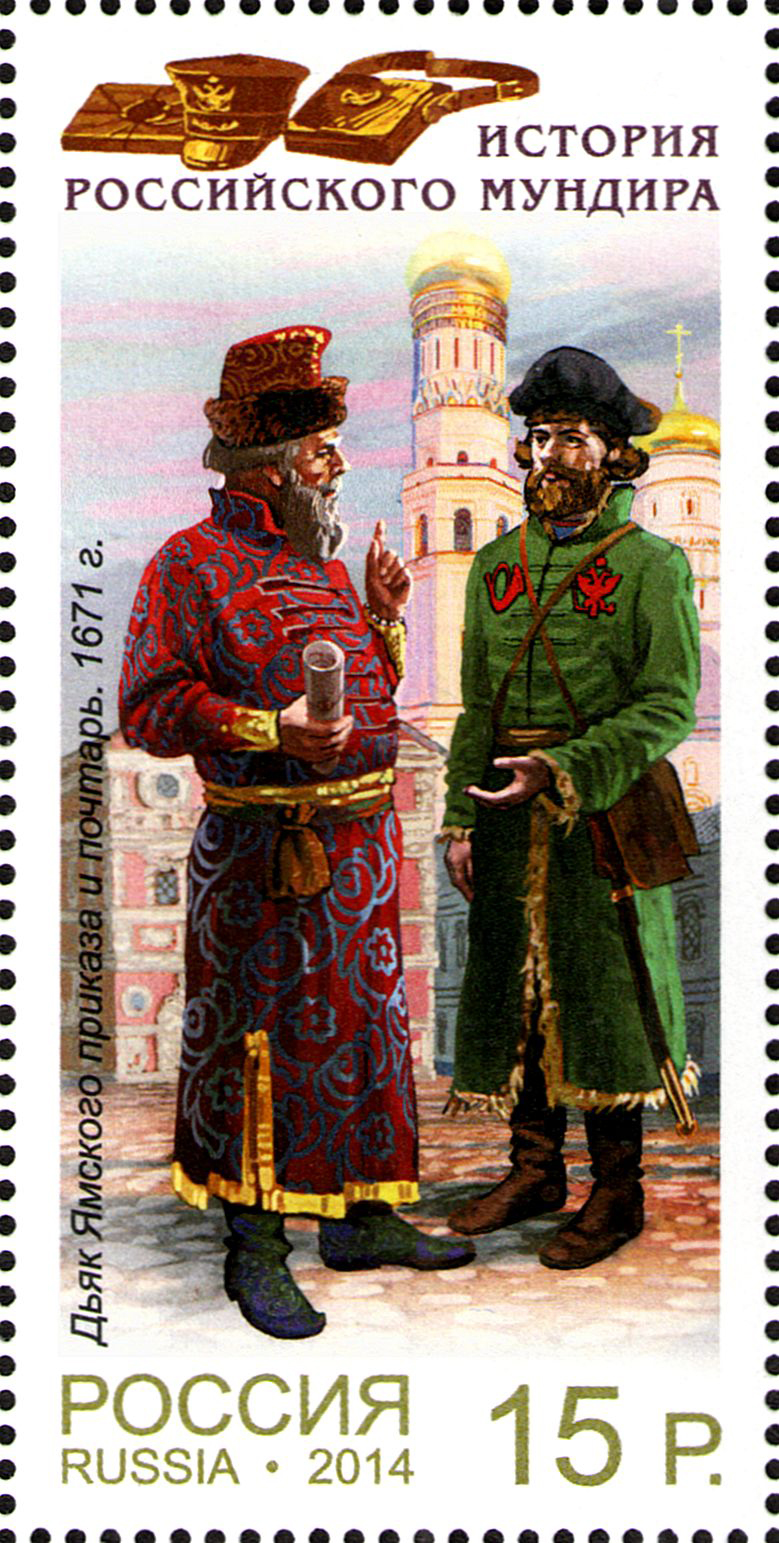
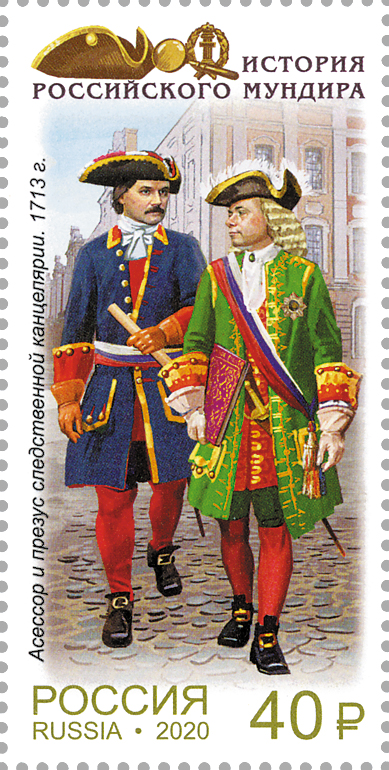
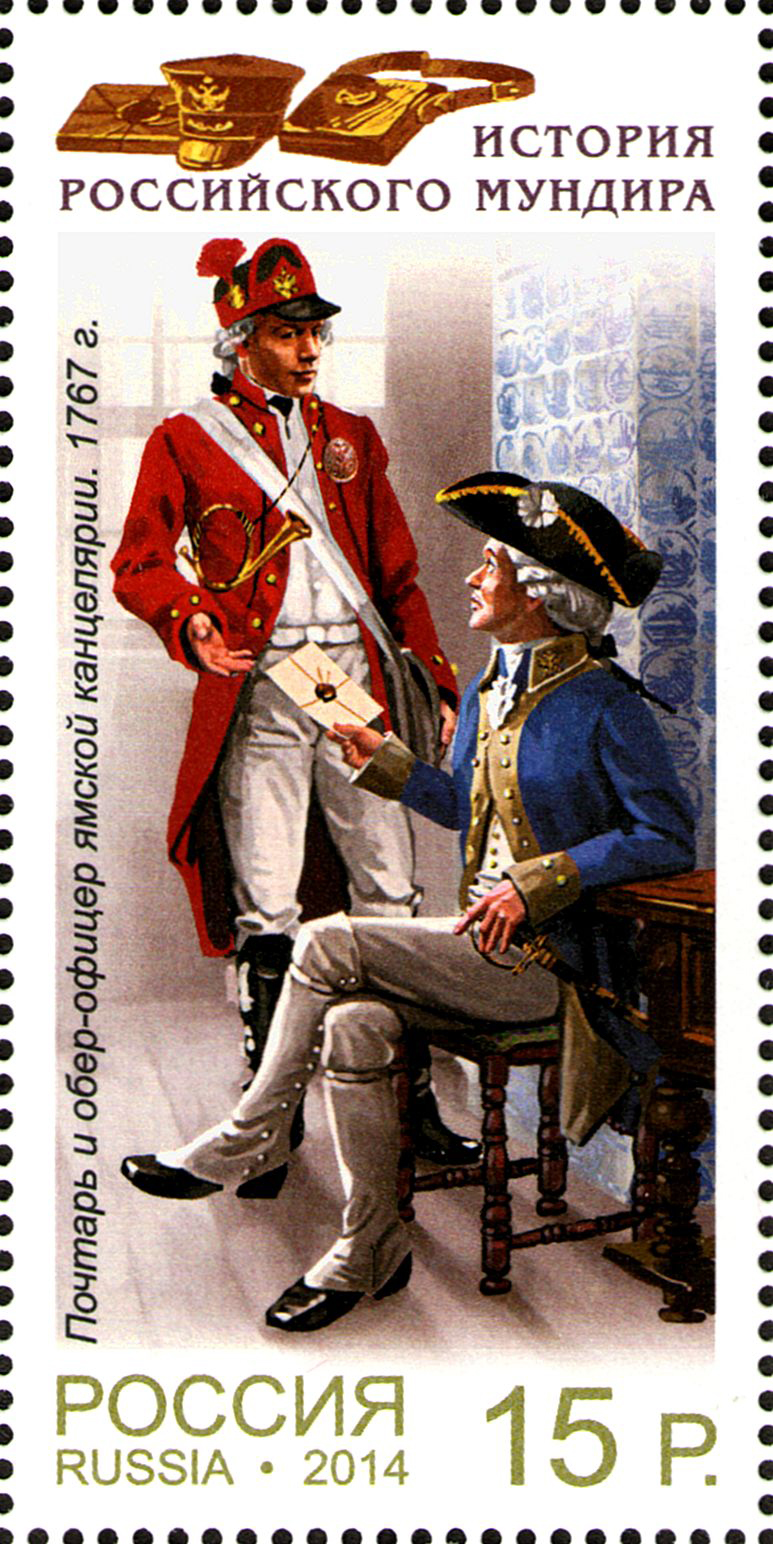
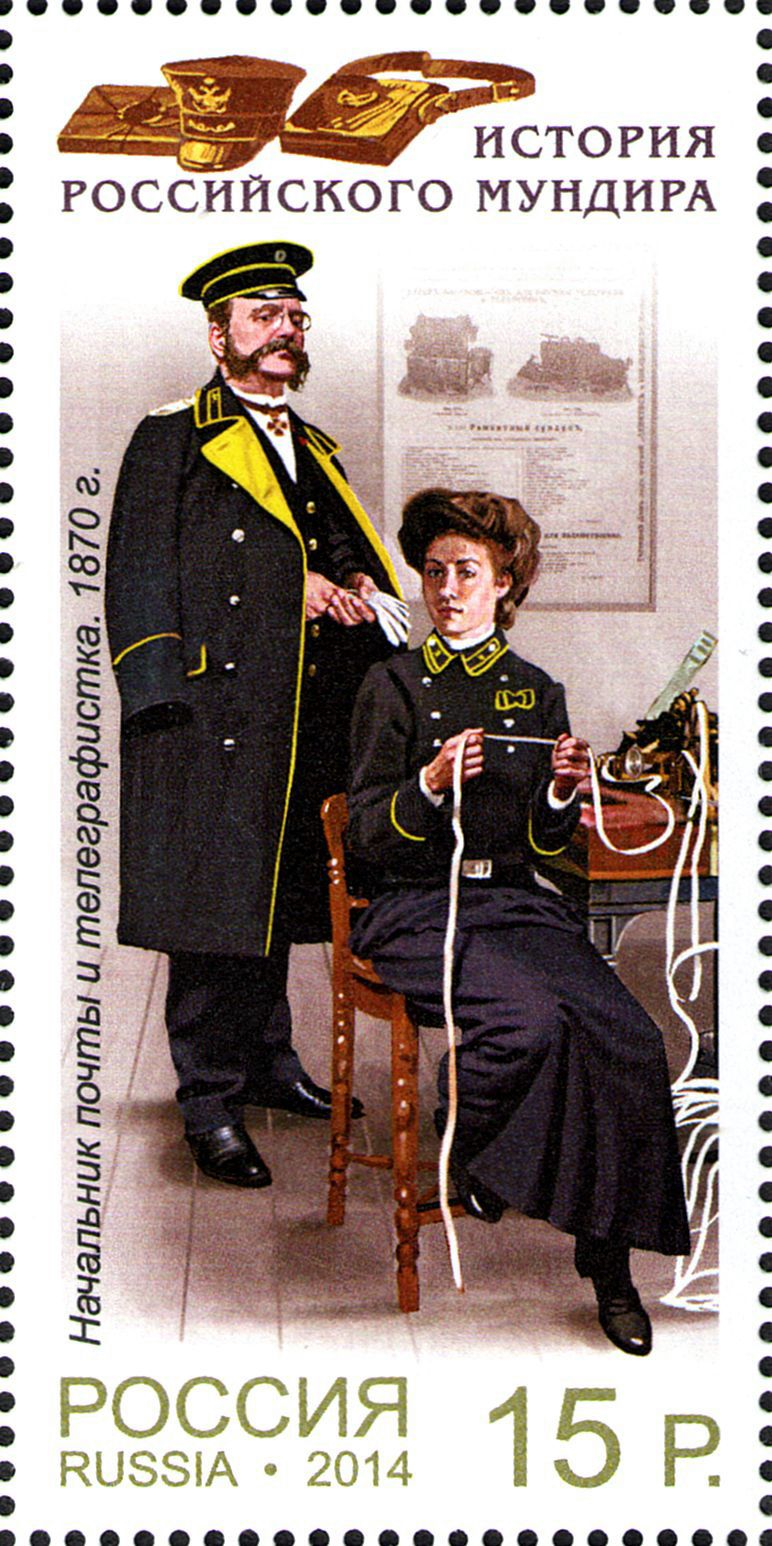
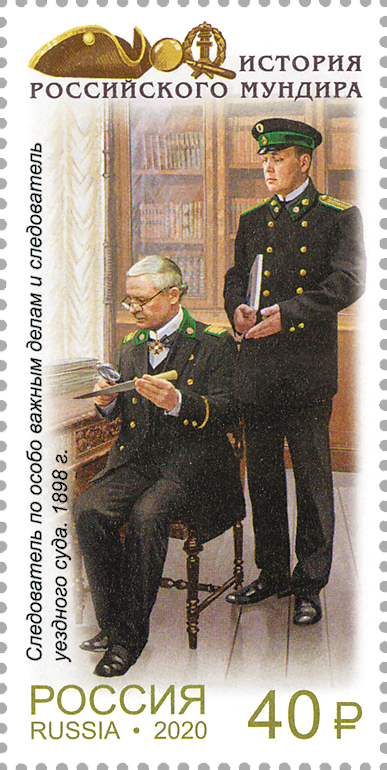
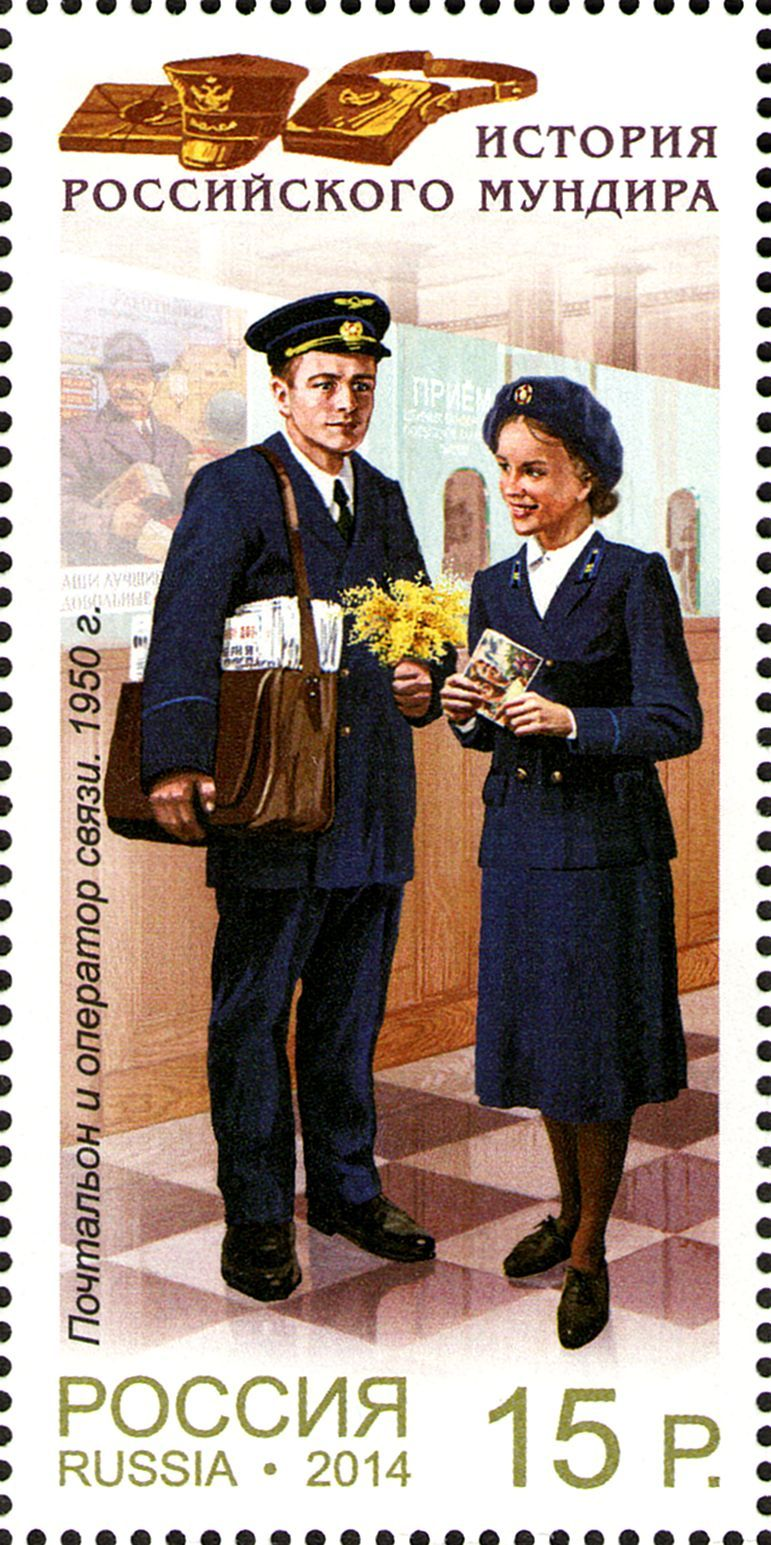
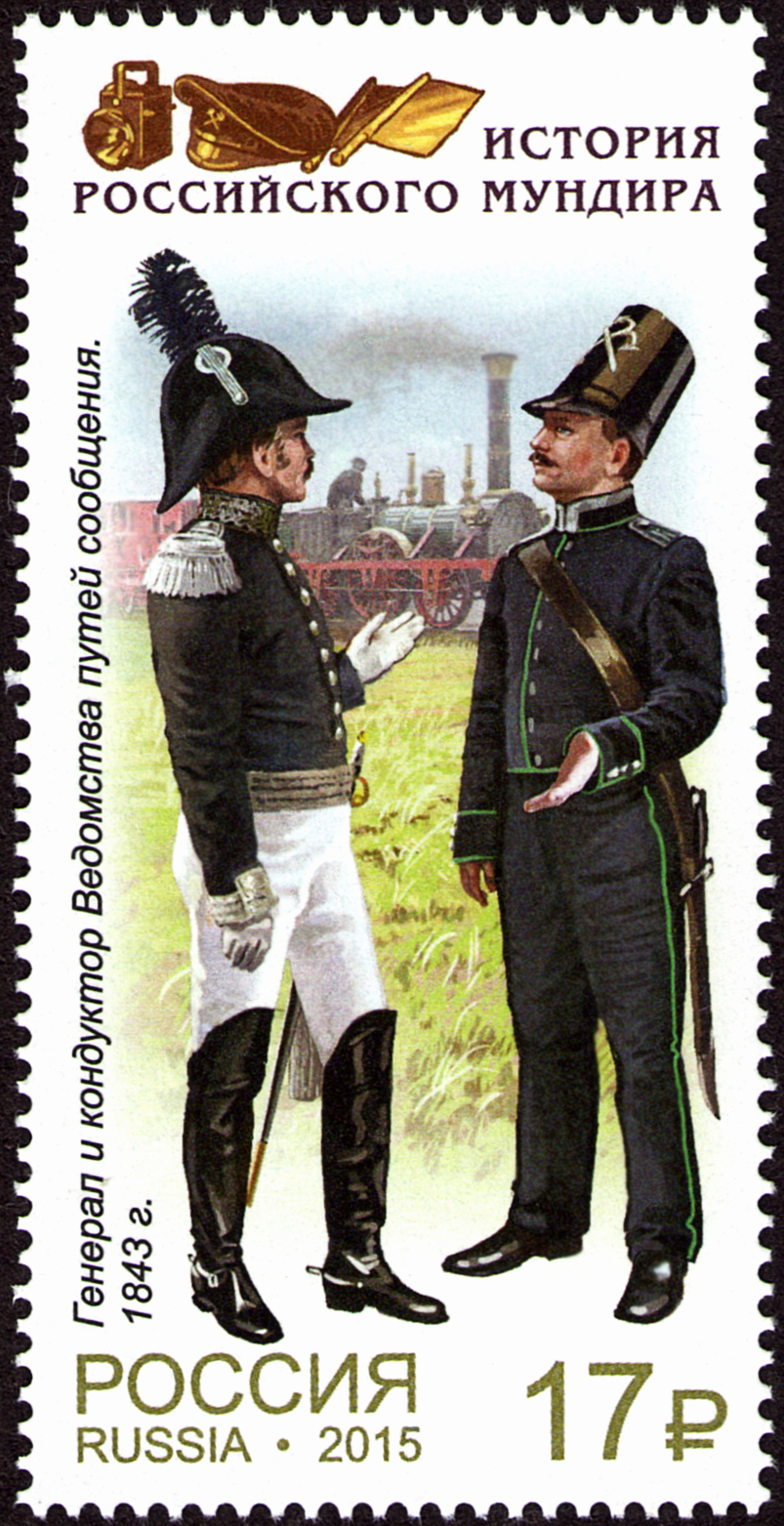
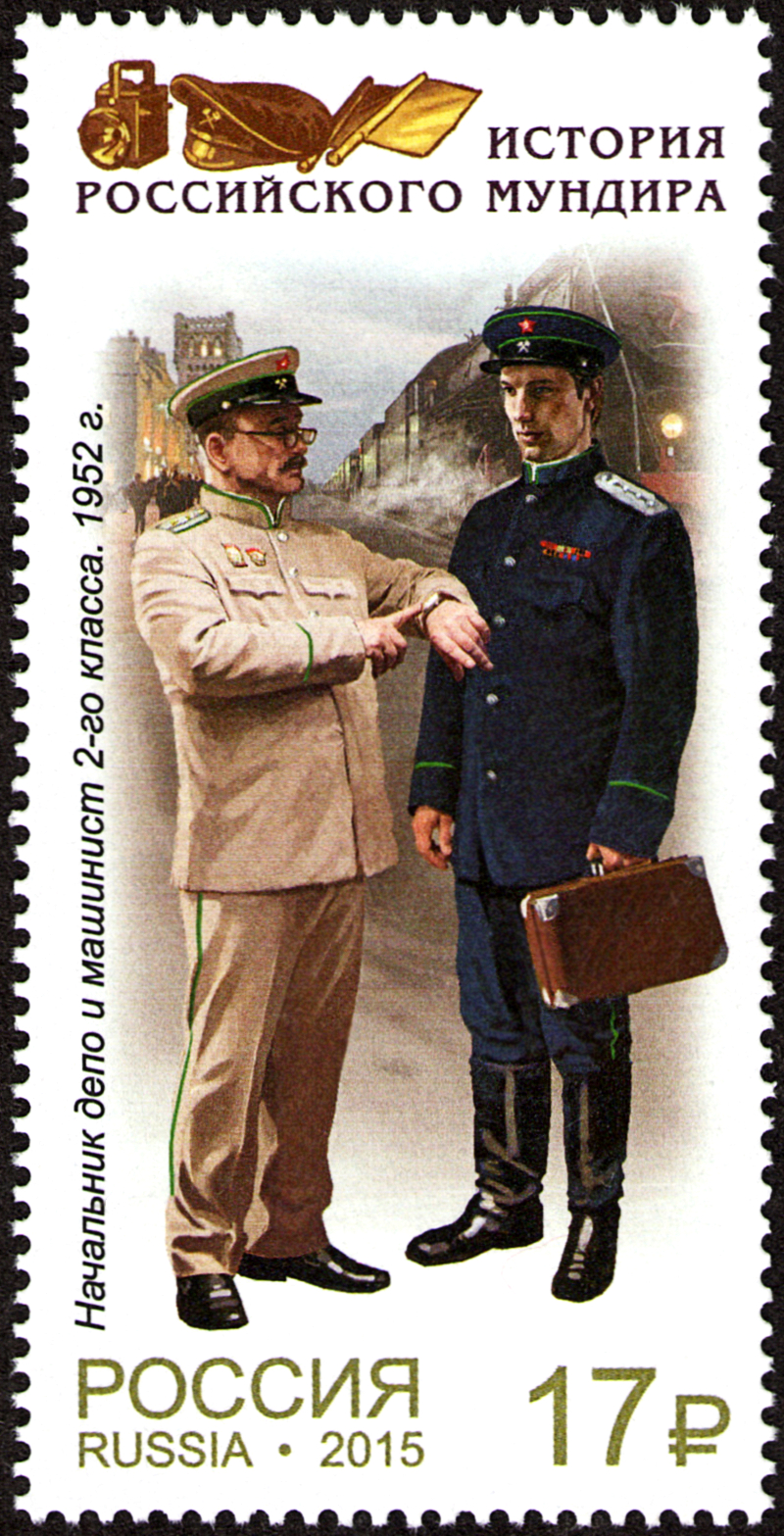
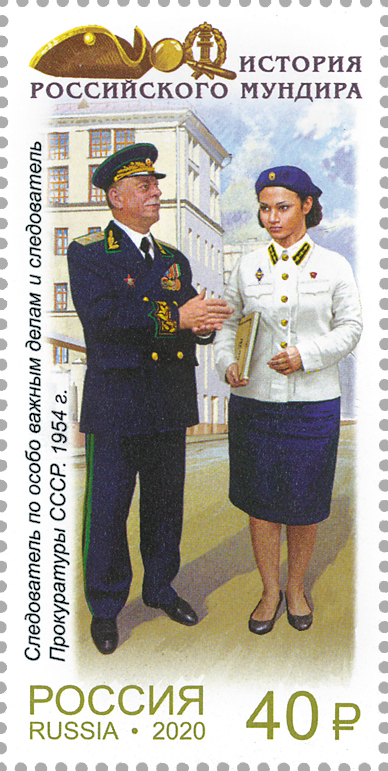
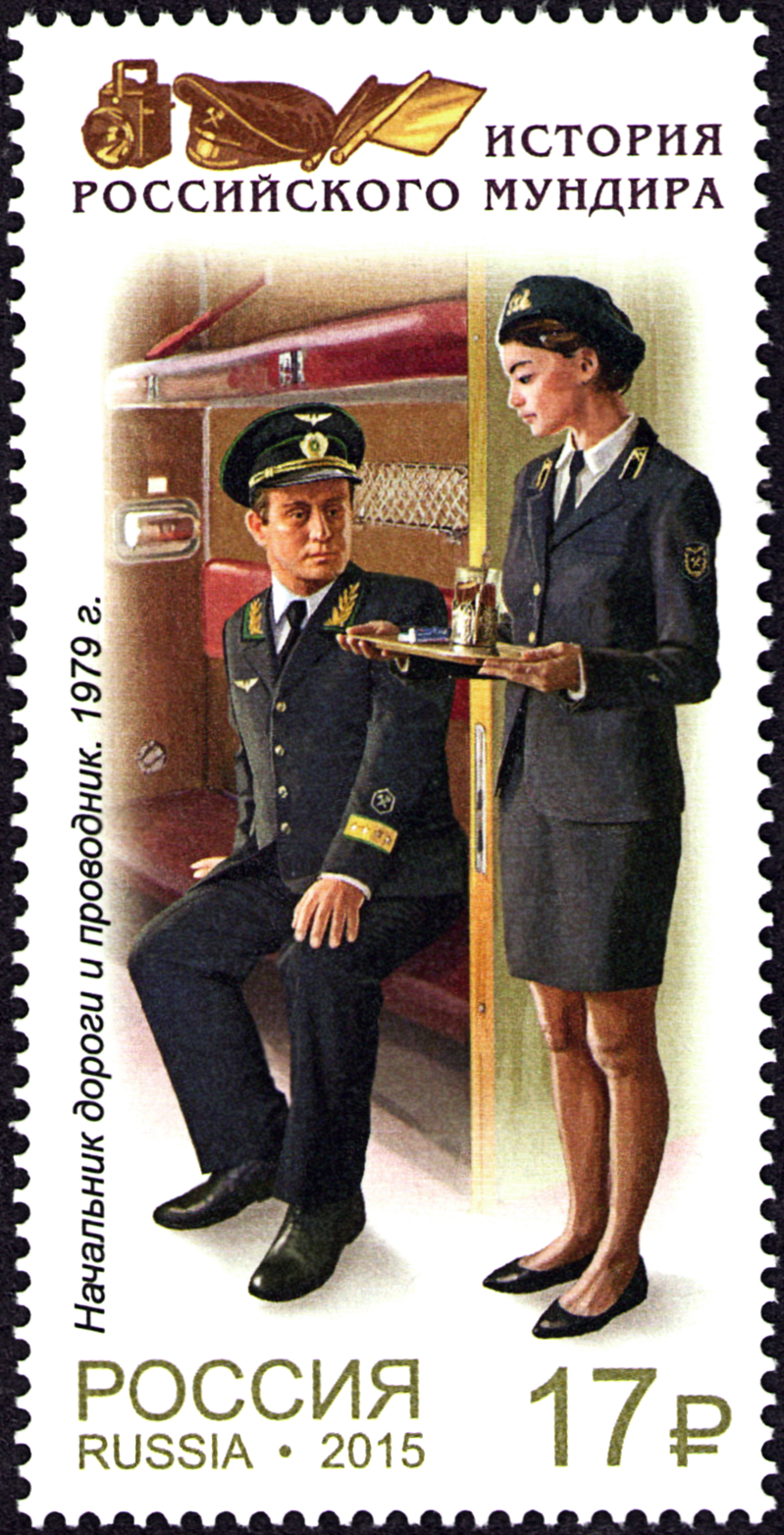
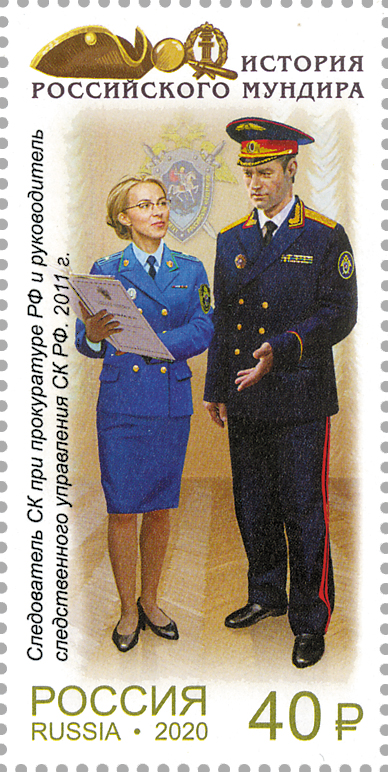
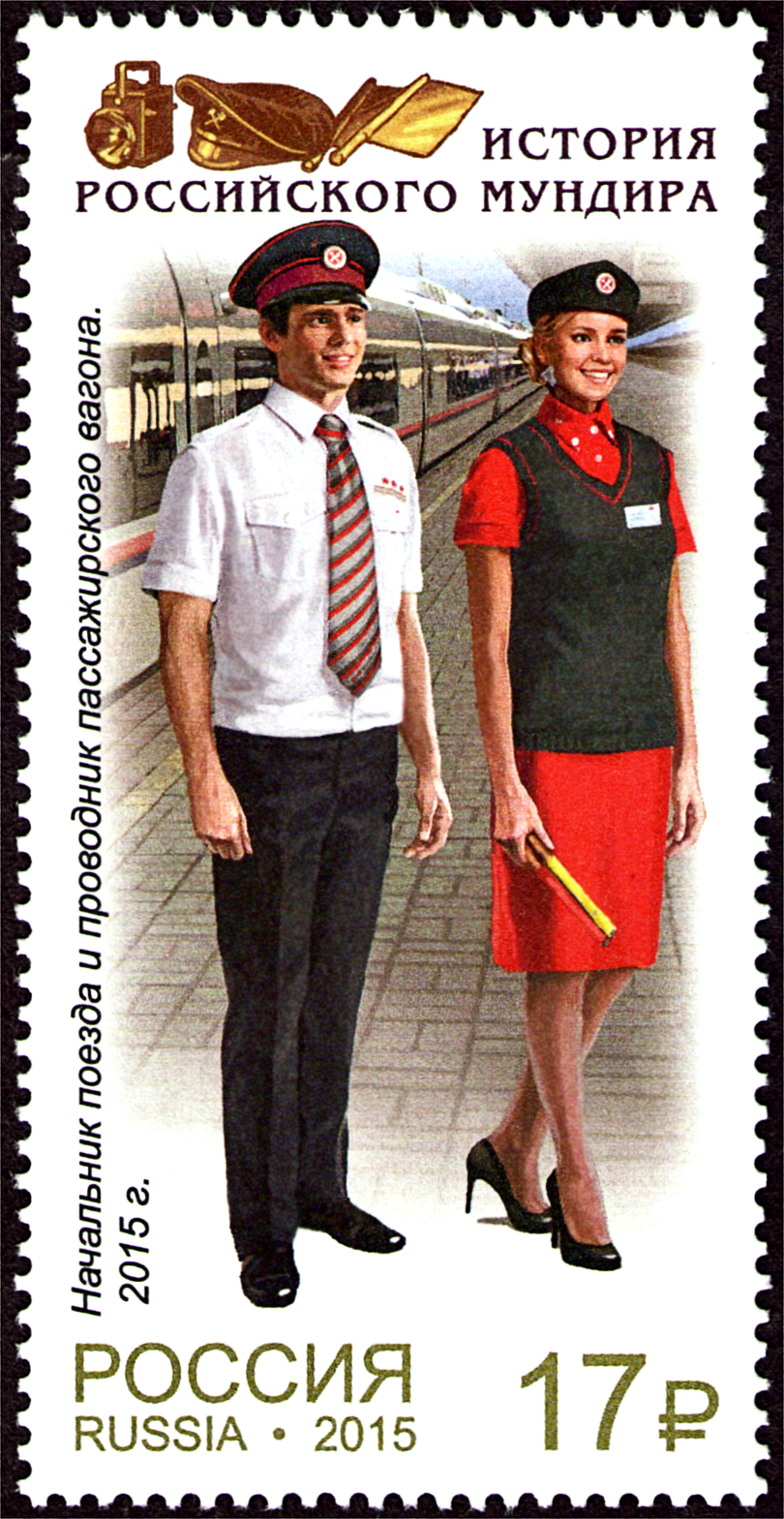
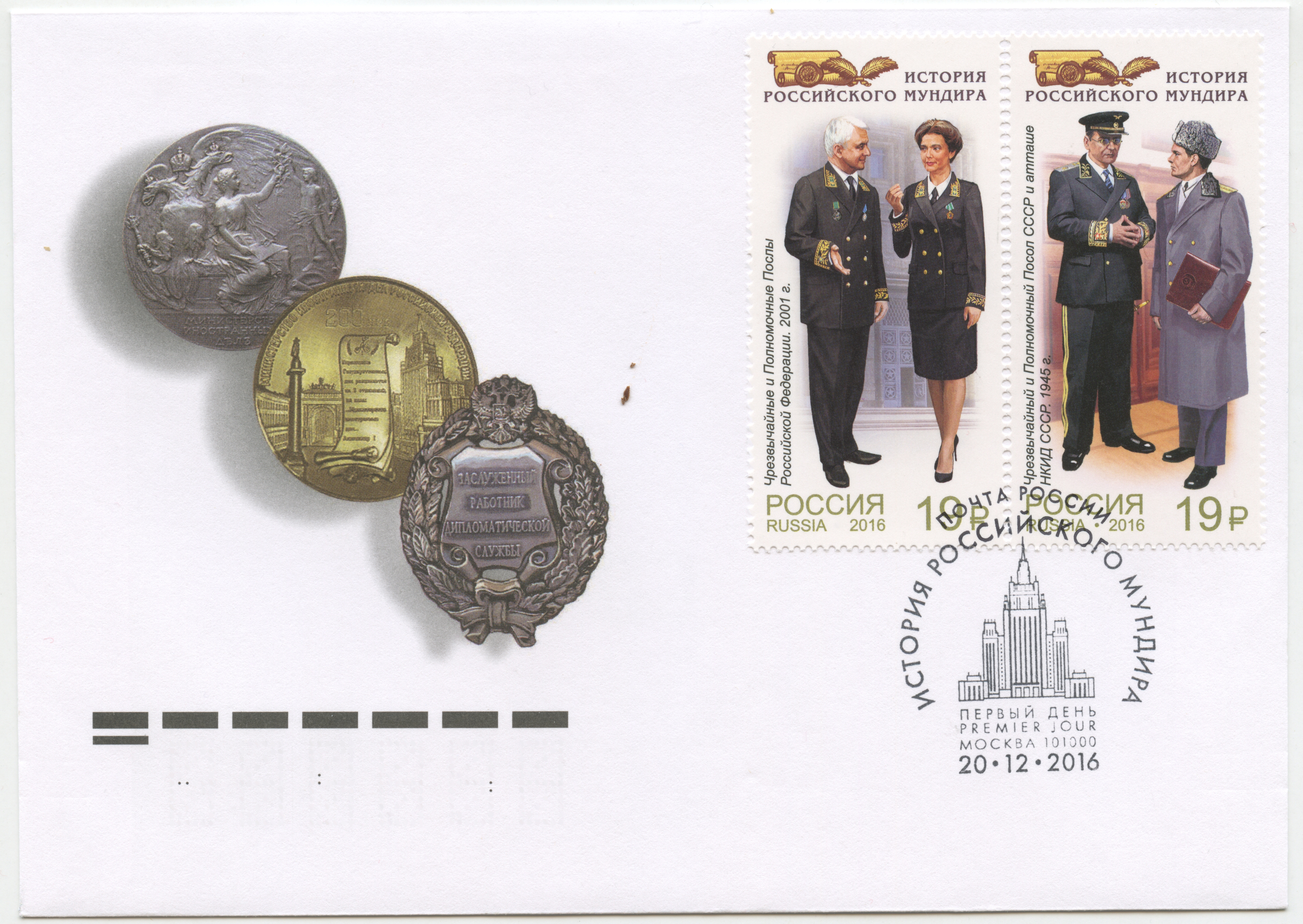